# يوم الشهيد (العراق)
يوم الشهيد العراقي يصادف يوم 1 كانون الأول يوماً للشهيد العراقي تخليداً وتذكيراً للجنود والضباط العراقيين الّذين وقعوا في الأسر عند الجيش الإيراني أثناء حرب القادسية الثانية (حرب الخليج الاولى) وإحياءً لذكرى الشهداء الذين قُتِلوا في تلك الحرب وشهداء العراق المدافعين عنه منذ قيام الدولة العراقية; أمر الرئيس العراقي صدام حسين بتحديد يوم 1 كانون الأول من كلّ عامٍ يوماً للشهيد ابتداءً من عام 1982، حيث يعلّق فيه العراقيون شارةً على صدورهم يظهر فيها رسماً للصرح العراقي الشهير نصب الشهيد، وكتب تحته عبارة صدام حسين الشهيرة في حقِّ الشهداء وهي «الشهداء أكرم منا جميعاً»، وقد تمّ تسمية يوم 1 كانون الأول كون يصادف هذا اليوم عام 1982 أرتكاب الجيش الإيراني جريمة تاريخية مخالفة للأعراف العسكرية ومعاملة أسرى الحرب حيث قام بقتل ما يقارب 1500 أسير عراقي بطرق غاية في البشاعة والإجرام فكان ذلك اليوم جرحاً خالداً في قلب العراقيين أثناء حرب الخليج الأولى. 

## طقوس يوم الشهيد
وفي هذا اليوم كان العراقيون يقومون بوقفة صمت لمدّة دقيقة في الصباح، عادةً ما يكون في الثامنة صباحاً وهو موعد الدوام الرسمي للدوائر الحكومية والمدارس في العراق حيث تتوقّف حركة المرور، ويؤدي رجال المرور التحية العسكرية، تُقرَعُ أجراس الكنائس وتُرفَعُ تكبيرات الجوامع، تُدَقُ صافرات الإنذار، وتتوقّف الحركة في كلّ مكانٍ لثلاث دقائق، يتوقّف البث التلفزيوني الوطني بوضع العلم العراقي على الشاشة لوحده، مع موسيقى جنائزية شوبان، تتشّح المباني والسيارات والأسواق بالعلم العراقي، ويُرفَعُ باج الشهيد على الصدور، ويكون يوماً حزيناً، بلا أعراس، بلا أفراح، بلا موسيقى.

## شارة يوم الشهيد
استخدم العراقيون شارة الشهيد في الفترة بين 1982 و2003، وصمّمها الفنان سعاد سليم وهو الأخ الأكبر لكلّ من جواد سليم ونزار سليم والفنانة نزيهة سليم وهو الابن الأكبر للفنان الرائد محمد سليم. ويروي سعاد سليم قصة تصميم الشعار ويقول في مقابلة مع جريدة الجمهورية في 1991: 
إنّ السيّد الرئيس القائد صدام هو صاحب فكرة هذا الرمز الوطني الّذي خلّد الشهداء المضحية الباذلين مهجهم الغالية ليبقى رأس العراق مرفوعاً. الأستاذ سعد البزاز رئيس تحرير جريدة الجمهورية حالياً زارني وعرض علي الفكرة وطلب مني تنفيذها وشرعت بالعمل وما إن أنجزتها حتّى تسلمها ثمّ طلب مني بعد أيام قليلة أنْ أحضر إلى القصر الجمهوري.

وصمت الفنان الشيخ الّذي صمّم نوط الشجاعة ووسام الرافدين والقيافة العسكرية وشعار الجمهورية والعلم العراقي ليتذكّر تفاصيل لقائه بالرئيس صدام حسين في ذلك اليوم فقال:
فوجئت داخل القصر الجمهوري بأنّ هناك مسابقة لتصميم هذه الشارة إشترك فيها 12 فنّاناً قدموا نماذج لهذه الشارة وإطّلع السيّد الرئيس القائد صدام حسين على النماذج كلّها وأبدى سيادته ملاحظاته حولها وشكرنا وغادر القاعة. وأضاف بعد أيام اتصل بي السيّد سعد البزاز وأخبرني أنّ تصميمي قد فاز.
وتحدث الحاج سعاد سليم عن التصميم مشيراً إلى أنّه أختار شقائق النعمان ليرمز من خلالها إلى ديمومة التضحية من أجل الوطن وإستمرارها، وقال أنّ هناك أسطورة تقول أنّ شقائق النعمان لم يكن لونها أحمراً قبل حرب العرب مع الفرس في ذي قار وأنّها تحولّت إلى اللّون الأحمر خلال هذه المعركة فأطلقوا عليها شقائق النعمان ولمّا وَجدت أنّ هذه الشقائق ستكون رمزاً دقيقاً إخترتها دون سواها وجَعلت القبة تحتضن هذه الشقائق تعبيراً عن رعاية السيّد الرئيس القائد صدام حسين واهتمامه بعوائل الشهداء وبالشهداء أنفسهم ووضعت تحت الشارة عبارة «الشهداء أكرم منا جميعاً» وهي مقولة الرئيس صدام حسين.

## يوم الشهيد بعد غزو العراق 2003
بعد غزو العراق عام 2003 تمّ تهميش هذا اليوم من قبل الحكومات المتوالية لأسباب تتعلّق بحظر ظواهر وأنشطة حزب البعث خشيةً من قيام حركة مناوئة للسلطة، فيما يوجه عامة الشعب نقداً شديداً تجاه عدم إحياء هذا اليوم فيما يداوم بعضهم على إحياءه ويعتبرون يوم الشهيد يوماً وطنياً ولا علاقة الحزب بذلك.